# Johann Baptist Hergenröther
Johann Baptist Hergenröther (auch Johannes; * 14. Februar 1780 in Bischofsheim an der Rhön; † 15. Juni 1835 in Bamberg) war ein deutscher römisch-katholischer Geistlicher und Theologe.

## Leben
Hergenröther stammte aus einer katholischen Schuhmacherfamilie. Der örtliche Lehrer entdeckte die Begabung des Jungen, musste sich aber zunächst gegen den Widerstand des Vaters durchsetzen, um ihm eine weitergehende Ausbildung zu ermöglichen. Nach weiterer Vorbildung in Bischofsheim absolvierte er ab 1791 das Würzburger Gymnasium. Anschließend ging er an die Universität Würzburg zum Theologiestudium und trat in das örtliche Priesterseminar ein. Im September 1805 empfing er die Priesterweihe.
Hergenröther wurde zunächst für ein Jahr Kaplan in seiner Heimatstadt, dann von 1806 bis 1816 Kaplan in Ettleben. Dort widmete er sich einerseits dem weiteren Studium, das schließlich 1818 mit der Promotion zum Dr. phil. an der Würzburger Universität gekrönt wurde, andererseits begann er sich neben dem Schnitzen der Landwirtschaft zuzuwenden und wurde Mitglied des Landwirtschaftlichen Vereins für Baiern. Daneben war er unter anderem auch Mitglied des Vereins zur Verbesserung der Künste und des Gewerbes. 1816 ging er als Curatus nach Rottenbauer.
Hergenröther lehnte zunächst einen Ruf als Königlicher Professor an das Würzburger Gymnasium ab und nahm anschließenden den Ruf vom 6. Mai 1818 als Direktor an das Würzburger Lehrerseminar an. Dort war er bis Oktober 1832 tätig. In diesem Jahr wurde er plötzlich und unerwartet in den Ruhestand versetzt. Im Dezember des Jahres wurde er schließlich als Pfarrer der Kirche Unsrer Lieben Frau nach Bamberg versetzt. Er verstarb an einem missglückten Aderlass.

## Publikationen
- Erziehungslehre im Geiste des Christenthums, Sulzbach 1823.
- Kurze Ermunterung und Anleitung zur Obstbaumzucht. Für die Bewohner des Königreichs Bayern, 1828.
- Predigten auf die Sonn- und Festtage des katholischen Kirchenjahres. 3 Bände, Seidel, Sulzbach 1836–1838 (posthum).